# Poecilopsis crataegi
Poecilopsis crataegi är en fjärilsart som beskrevs av Harrison. Poecilopsis crataegi ingår i släktet Poecilopsis och familjen mätare. Inga underarter finns listade i Catalogue of Life.